# Papilio polymnestor
Papilio polymnestor is een vlinder uit de familie van de pages (Papilionidae). De wetenschappelijke naam van de soort is voor het eerst geldig gepubliceerd in 1775 door Pieter Cramer.

## Kenmerken
De bovenkant van de vleugels heeft een tekening die bij het mannetjes zilvergrijs, en bij vrouwtjes meestal fletser en in meerdere of mindere mate geel is. De spanwijdte bedraagt ongeveer 13 cm.

## Verspreiding en leefgebied
Deze vlindersoort komt voor in Sri Lanka en zuidelijk India in bossen en open terreinen, maar ook in parken en tuinen kan men hem aantreffen.

## Waardplanten
De waardplanten behoren tot de wijnruitfamilie (Rutaceae).